# Dalma Gálfi
Dalma Gálfi (Veszprém, 13 augustus 1998) is een tennisspeelster uit Hongarije. Op vijfjarige leeftijd begon zij met tennis.

## Loopbaan
In 2014 was Gálfi met de Tsjechische Marie Bouzková verliezend finalist van het meisjesdubbelspel op Wimbledon.
In 2015 won zij samen met landgenote Fanny Stollár de finale van het meisjesdubbelspel van Wimbledon, en later dat jaar ook de meisjesenkelspeltitel op het US Open.
Gálfi sloot 2015 af als ITF-juniorwereldkampioen.
In september 2021 had Gálfi haar grandslamdebuut, op het US Open waar zij zich via het kwalificatietoernooi een plek in de hoofdtabel wist te veroveren.
In april 2022 trad zij toe tot de top 100 van de wereldranglijst. Zij stond in juli voor het eerst in een WTA-finale, op het toernooi van Contrexéville – zij verloor van de Italiaanse Sara Errani. In september bereikte zij de derde ronde op het US Open. Tevens kwam zij tot de derde ronde in het dubbelspel. Daardoor steeg zij in het dubbelspel naar de top 150.
In april 2024 bereikte Gálfi de dubbelspelfinale van het WTA-toernooi van La Bisbal d'Empordà, samen met landgenote Tímea Babos – daar moest zij verstek laten gaan wegens een knieblessure.

### Tennis in teamverband
In de periode 2015–2023 maakte Gálfi deel uit van het Hongaarse Fed Cup-team – zij behaalde daar een winst/verlies-balans van 15–14.

## Posities op deWTA-ranglijst
Positie per einde seizoen:
| jaar | rang enkelspel | rang dubbelspel |
| ---- | -------------- | --------------- |
| 2014 | 1073           | 933             |
| 2015 | 313            | 430             |
| 2016 | 272            | 266             |
| 2017 | 170            | 406             |
| 2018 | 296            | 240             |
| 2019 | 252            | 229             |
| 2020 | 221            | 175             |
| 2021 | 122            | 191             |
| 2022 | 85             | 139             |
| 2023 | 136            | 387             |

## Resultaten grandslamtoernooien
| Legenda | Legenda                          |
| ------- | -------------------------------- |
| g.t.    | geen toernooi gehouden           |
| l.c.    | lagere categorie                 |
| –       | niet deelgenomen                 |
| G       | uitgeschakeld in de groepsfase   |
| 1R      | uitgeschakeld in de eerste ronde |
| 2R      | uitgeschakeld in de tweede ronde |
| 3R      | uitgeschakeld in de derde ronde  |
| 4R      | uitgeschakeld in de vierde ronde |
| KF      | uitgeschakeld in de kwartfinale  |
| HF      | uitgeschakeld in de halve finale |
| F       | de finale verloren               |
| W       | het toernooi gewonnen            |
| w-v     | winst/verlies-balans             |

### Enkelspel
| toernooi        | 2021 | 2022 | 2023 |
| --------------- | ---- | ---- | ---- |
| Australian Open | –    | –    | 1R   |
| Roland Garros   | –    | 1R   | 1R   |
| Wimbledon       | –    | 2R   | 3R   |
| US Open         | 1R   | 3R   | –    |

### Vrouwendubbelspel
| toernooi        | 2022 | 2023 |
| --------------- | ---- | ---- |
| Australian Open | –    | 1R   |
| Roland Garros   | 2R   | 2R   |
| Wimbledon       | 1R   | –    |
| US Open         | 3R   | –    |

## Palmares
| Legenda                 |
| ----------------------- |
| Grandslamtoernooi       |
| Olympische Spelen       |
| Year-End Championships  |
| Premier Mandatory       |
| Premier Five / WTA 1000 |
| Premier / WTA 500       |
| International / WTA 250 |
| Challenger / WTA 125    |

### WTA-finaleplaatsen enkelspel
| nr.              | finale     | toernooi                | ondergrond | tegenstandster    | score         |         |
| ---------------- | ---------- | ----------------------- | ---------- | ----------------- | ------------- | ------- |
| gewonnen finales |            |                         |            |                   |               |         |
| 1.               | 2025-04-20 | WTA Oeiras              | gravel     | Katie Volynets    | 4-6, 6-1, 6-2 | details |
| 2.               | 2025-05-03 | WTA Vic                 | gravel     | Rebeka Masarova   | 6-3, 6-0      | details |
| verloren finales |            |                         |            |                   |               |         |
| 1.               | 2022-07-10 | WTA Contrexéville       | gravel     | Sara Errani       | 4-6, 6-1, 6-7 | details |
| 2.               | 2025-04-06 | WTA La Bisbal d'Empordà | gravel     | Darja Semeņistaja | 7-5, 0-6, 4-6 | details |

### WTA-finaleplaatsen vrouwendubbelspel
| nr.              | finale     | toernooi                | ondergrond | partner     | tegenstandsters                  | score   |         |
| ---------------- | ---------- | ----------------------- | ---------- | ----------- | -------------------------------- | ------- | ------- |
| gewonnen finales |            |                         |            |             |                                  |         |         |
| geen             |            |                         |            |             |                                  |         |         |
| verloren finales |            |                         |            |             |                                  |         |         |
| 1.               | 2024-04-06 | WTA La Bisbal d'Empordà | gravel     | Tímea Babos | Miriam Kolodziejová Anna Sisková | forfait | details |